# Roger MacDougall
Roger MacDougall (* 2. August 1910 in Glasgow; † 27. Mai 1993 in Northwood, England) war ein schottischer Dramatiker und Drehbuchautor.

## Leben
MacDougall war als Dramatiker und Drehbuchautor aktiv und lieferte ab Mitte der 1930er Jahre bis Anfang der 1960er Jahre mehrere Vorlagen und Drehbücher für rund 30 Film- und Fernsehproduktionen. Mehrere seiner Stücke wurden verfilmt.
1953 wurde bei ihm Multiple Sklerose diagnostiziert. Im Verlaufe der Krankheit entwickelte er einen eigenen Diätplan, der einen gewissen gesellschaftlichen Einfluss hatte und nach eigenen Angaben zu einer Verbesserung seines Zustandes führte. Zum Zeitpunkt seiner Erkrankung war er Professor an der University of Southern California im Bereich Theater.
Bei der Oscarverleihung 1953 war MacDougall gemeinsam mit John Dighton und Alexander Mackendrick für ihre Arbeit an Der Mann im weißen Anzug für den Oscar in der Kategorie Bestes adaptiertes Drehbuch nominiert.

## Filmografie (Auswahl)
- 1951: Der Mann im weißen Anzug (The Man in the White Suit)
- 1952: Die Bombe im U-Bahnschacht (The Gentle Gunman)
- 1954: Das Millionenbaby (To Dorothy a Son)
- 1959: Die Maus, die brüllte (The Mouse That Roared)
- 1959: Hochverrat mit Hindernissen (A Touch of Larceny)